# Meoma (Estland)
Meoma is een plaats in de Estlandse gemeente Peipsiääre, provincie Tartumaa. De plaats heeft de status van dorp (Estisch: küla) en telt 41 inwoners (2021).
Tot in oktober 2017 hoorde Meoma bij de gemeente Vara. In die maand werd Vara bij de gemeente Peipsiääre gevoegd.
De Tugimaantee 43, de secundaire weg van Aovere via Kallaste naar Kasepää, komt door Meoma. De rivier Kääpa vormt de grens tussen Meoma en het buurdorp Sookalduse.

## Geschiedenis
Meoma werd voor het eerst genoemd In 1582 onder de naam Mehuma, een nederzetting op het landgoed van Kawast (Kavastu). In 1601 werd ze genoemd als Meyma Tönno, in 1796 als Mäoma en in 1839 als Meoma.